# ليزي جاغر
إليزابيث سكارليت «ليزي» جاغر (من مواليد 2 مارس 1984) هي عضو في جماعات الضغط الأمريكية-الإنجليزية ، عارضة أزياء وممثلة. ولدت في مدينة نيويورك لصالح جيري هول والسير ميك جاغر ، ولديها سبعة أشقاء ، من بينهم جورجيا مي جاغر ، وجيمس جاغر ، وغابرييل جاغر ، وشقيقة الأب غير الشقيقة لجادي جاغر. نشأت إليزابيث جاغر في لندن ، حيث التحقت بمدرسة إبستوك بلايس.
كرست جاغر وقتًا كبيرًا لدراسة الحقوق المتساوية. ناشطة منذ وقت طويل ، هي جماعة ضغط من أجل تعديل الحقوق المتساوية. كما ضغطت بنجاح على تعديل الحقوق المتساوية في ولاية إلينوي في عام 2018.

## روابط خارجية
- ليزي جاغر على موقع IMDb (الإنجليزية)
- ليزي جاغر على موقع ألو سيني (الفرنسية)
- ليزي جاغر على موقع أول موفي (الإنجليزية)
- ليزي جاغر على موقع ديسكوغز (الإنجليزية)
- ليزي جاغر على موقع قاعدة بيانات الفيلم (الإنجليزية)
- ليزي جاغر على موقع كينوبويسك (الروسية)
- ليزي جاغر على موقع دليل عارضات الأزياء (الإنجليزية)